# 사리 판 페이넨달
사리 판 페이넨달(네덜란드어: Sari van Veenendaal, 1990년 4월 3일 ~ )은 네덜란드의 여자 축구 선수이다. 포지션은 골키퍼이며, 현재 스페인 프리메라 디비시온 페메니나의 아틀레티코 마드리드 페메니노에서 활동하고 있다.

## 클럽 경력
2007년에 FC 위트레흐트에 입단했지만 주전 골키퍼였던 앙엘라 크리스트에 밀려 출전 기회는 거의 적었다. 2010년에 FC 트벤터로 이적하면서 팀의 주전 골키퍼로 활약했고 팀의 에레디비시 프라우언 1회 우승(2010-11 시즌), 베네리그 2회 우승(2012-13 시즌, 2013-14 시즌)에 기여했다.
2015년에는 잉글랜드 FA 여자 슈퍼리그의 아스널 WFC로 이적해 2019년까지 활동했고, 팀의 FA 여자컵 1회 우승(2015-16 시즌), FA 여자 리그컵 2회 우승(2015 시즌, 2017-18 시즌)에 기여했다. 2019년에는 스페인 프리메라 디비시온 페메니나의 아틀레티코 마드리드 페메니노로 이적했다.

## 국가대표 경력
판 페이넨달은 2011년 3월 7일 키프로스컵에 참여하여 스위스에 6:0 승리를 거두었으며 UEFA 여자 유로 2013과 2015년 FIFA 여자 월드컵 대표팀 선수로도 선발되었다.
2017년에는 모국에서 열린 UEFA 여자 유로 2017 대표팀 선수로 선발되어 본선 6경기에 모두 출전하여 네덜란드의 우승에 기여하였다. 프랑스에서 열린 2019년 FIFA 여자 월드컵에서는 네덜란드의 준우승에 기여하여 해당 대회의 골든 글러브를 수상했다.
2022년에는 잉글랜드에서 열린 UEFA 여자 유로 2022 대표팀 선수로 선발되었으나, 심한 부상을 당해 야신트하 베이마르와 교체되었다.

## 수상

### 클럽
FC 위트레흐트
- KNVB 여자컵 1회 우승 (2009-10)

FC 트벤터
- 베네리그 2회 우승 (2012-13, 2013-14)
- 에레디비시 프라우언 1회 우승 (2010-11)
- KNVB 여자컵 1회 우승 (2014-15)

아스널
- FA 여자컵 1회 우승 (2015-16)
- FA 여자 리그컵 2회 우승 (2015, 2017-18)

### 국가대표
- UEFA 여자 유로 2017 우승
- 2019년 FIFA 여자 월드컵 준우승

### 개인
- 2019년 FIFA 여자 월드컵 골든 글러브 수상